# Aage Eriksen
Aage Eriksen (Notodden, Noruega, 5 de mayo de 1917-17 de junio de 1998) fue un deportista noruego especialista en lucha grecorromana donde llegó a ser subcampeón olímpico en México  1988.

## Carrera deportiva
En los Juegos Olímpicos de 1948 celebrados en Londres ganó la medalla de plata en lucha grecorromana estilo peso ligero, tras el luchador sueco Gustav Freij (oro) y por delante del húngaro Károly Ferencz (bronce).